# East Butte (Dakota del Sur)
East Butte es un territorio no organizado ubicado en el condado de Butte en el estado estadounidense de Dakota del Sur. En el Censo de 2010 tenía una población de 788 habitantes y una densidad poblacional de 0,36 personas por km².

## Geografía
East Butte se encuentra ubicado en las coordenadas 44°53′10″N 103°14′39″O / 44.88611, -103.24417. Según la Oficina del Censo de los Estados Unidos, East Butte tiene una superficie total de 2175.78 km², de la cual 2167.96 km² corresponden a tierra firme y (0.36%) 7.81 km² es agua.

## Demografía
Según el censo de 2010, había 788 personas residiendo en East Butte. La densidad de población era de 0,36 hab./km². De los 788 habitantes, East Butte estaba compuesto por el 92.39% blancos, el 1.02% eran afroamericanos, el 3.55% eran amerindios, el 0% eran asiáticos, el 0.25% eran isleños del Pacífico, el 0.51% eran de otras razas y el 2.28% pertenecían a dos o más razas. Del total de la población el 2.28% eran hispanos o latinos de cualquier raza.